# Carex hypoblephara
Carex hypoblephara är en halvgräsart som beskrevs av Jisaburo Ohwi och Ryu. Carex hypoblephara ingår i släktet starrar, och familjen halvgräs. Inga underarter finns listade i Catalogue of Life.